# Virslīga 2015
Die Virslīga 2015 war die 24. Spielzeit der höchsten lettischen Fußball-Spielklasse der Herren seit deren Neugründung im Jahr 1992. Sie wurde vom Lettischen Fußballverband ausgetragen. Die Spielzeit begann am 13. März 2015 und endete am 28. November 2015.
FK Liepāja wurde zum ersten Mal lettischer Meister.

## Modus
Diese Spielzeit umfasste anfangs acht Mannschaften, neu dabei war in der Liga der 2005 gegründete FB Gulbene, der während der Saison jedoch ausgeschlossen wurde. Die Meisterschaft wurde in einer regulären Spielzeit in zwei Hin- und zwei Rückrundenspielen ausgetragen. Jedes Team trat dabei vier Mal gegen jede andere Mannschaft an. Der Tabellenletzte stieg in die zweitklassige 1. līga ab.

## Vereine
| Verein                         | Stadt      | Stadion             | Kapazität |
| ------------------------------ | ---------- | ------------------- | --------- |
| FB Gulbene                     | Gulbene    | Slokas-Stadion      | 1.500     |
| FK Liepāja                     | Liepāja    | Daugava-Stadion     | 5.000     |
| FK Jelgava                     | Jelgava    | Ozolnieku-Stadion   | 2.200     |
| BFC Daugavpils                 | Daugavpils | Celtnieks-Stadion   | 4.070     |
| FK Spartaks Jūrmala            | Jūrmala    | Slokas-Stadion      | 2.000     |
| FK Ventspils                   | Ventspils  | Olimpiskais-Stadion | 3.200     |
| FS Metta/Latvijas Universitāte | Riga       | Arkādija-Stadion    | 0.250     |
| Skonto Riga                    | Riga       | Skonto-Stadion      | 9.000     |

## Abschlusstabelle
| Pl. | Verein                         | Sp. | S  | U  | N  | Tore    | Diff. | Punkte |
| --- | ------------------------------ | --- | -- | -- | -- | ------- | ----- | ------ |
| 1.  | FK Liepāja                     | 24  | 15 | 7  | 2  | 048:230 | +25   | 52     |
| 2.  | Skonto Riga 1                  | 24  | 13 | 6  | 5  | 043:230 | +20   | 45     |
| 3.  | FK Ventspils (M)               | 24  | 11 | 10 | 3  | 039:160 | +23   | 43     |
| 4.  | FK Jelgava (P)                 | 24  | 11 | 8  | 5  | 026:180 | +8    | 41     |
| 5.  | FK Spartaks Jūrmala            | 24  | 5  | 6  | 13 | 020:360 | −16   | 21     |
| 6.  | BFC Daugavpils                 | 24  | 2  | 8  | 14 | 014:370 | −23   | 14     |
| 7.  | FS Metta/Latvijas Universitāte | 24  | 3  | 3  | 18 | 019:560 | −37   | 12     |
| 8.  | FB Gulbene (N)                 | 0   | 0  | 0  | 0  | 000:000 | ±0    | 0      |

| (M) | amtierender Meister     |
| (P) | amtierender Pokalsieger |
| (N) | Neuaufsteiger           |

## Kreuztabelle
Die Kreuztabelle stellt die Ergebnisse aller Spiele dieser Saison dar. Die Heimmannschaft ist in der linken Spalte, die Gastmannschaft in der oberen Zeile aufgelistet. Die Teams spielten jeweils vier Mal gegeneinander, davon zwei Heim- und zwei Auswärtsspiele, sodass insgesamt 28 Spiele zu absolvieren waren.
| Hinrunde                       | FK Liepāja |     | BFC Daugavpils | FS Metta/Latvijas Universitāte | Skonto Riga | FK Spartaks Jūrmala | FK Ventspils | FB Gulbene |
| ------------------------------ | ---------- | --- | -------------- | ------------------------------ | ----------- | ------------------- | ------------ | ---------- |
| FK Liepāja                     |            | 2:1 | 1:1            | 3:1                            | 3:2         | 0:0                 | 0:0          | −          |
| FK Jelgava                     | 1:2        |     | 2:0            | 1:0                            | 0:0         | 1:1                 | 0:0          | −          |
| BFC Daugavpils                 | 1:1        | 0:1 |                | 2:0                            | 0:0         | 0:1                 | 1:1          | −          |
| FS Metta/Latvijas Universitāte | 1:4        | 1:1 | 2:1            |                                | 0:1         | 1:2                 | 0:3          | −          |
| Skonto Riga                    | 1:0        | 1:0 | 4:1            | 0:1                            |             | 2:1                 | 1:1          | −          |
| FK Spartaks Jūrmala            | 1:2        | 0:0 | 1:1            | 2:2                            | 1:0         |                     | 0:2          | −          |
| FK Ventspils                   | 3:3        | 0:0 | 3:0            | 2:0                            | 0:0         | 2:0                 |              | −          |
| FB Gulbene                     | −          | −   | −              | −                              | −           | −                   | −            |            |

| Rückrunde                      | FK Liepāja |     | BFC Daugavpils | FS Metta/Latvijas Universitāte | Skonto Riga | FK Spartaks Jūrmala | FK Ventspils | FB Gulbene |
| ------------------------------ | ---------- | --- | -------------- | ------------------------------ | ----------- | ------------------- | ------------ | ---------- |
| FK Liepāja                     |            | 1:0 | 1:0            | 2:0                            | 2:2         | 4:1                 | 3:2          | −          |
| FK Jelgava                     | 1:1        |     | 1:0            | 3:1                            | 0:3 2       | 1:0                 | 0:0          | −          |
| BFC Daugavpils                 | 0:4        | 0:2 |                | 0:0                            | 2:3         | 0:2                 | 1:1          | −          |
| FS Metta/Latvijas Universitāte | 0:4        | 2:4 | 0:2            |                                | 1:5         | 3:2                 | 0:2          | −          |
| Skonto Riga                    | 1:2        | 2:3 | 0:0            | 3:1                            |             | 2:1                 | 0:2          | −          |
| FK Spartaks Jūrmala            | 0:2        | 0:1 | 2:1            | 0:3                            | 1:3         |                     | 0:0          | −          |
| FK Ventspils                   | 3:1        | 1:2 | 4:0            | 3:0                            | 1:3         | 3:1                 |              | −          |
| FB Gulbene                     | −          | −   | −              | −                              | −           | −                   | −            |            |

## Relegation
Am Ende der regulären Saison trat der Siebtplatzierte der Virslīga, gegen den Zweitplatzierten der 1. līga, in der Relegation an. Die Spiele fanden im November 2015 statt, wobei zuerst der Zweitligist Heimrecht hatte.
| Datum             |                                | Ergebnis |                                |
| ----------------- | ------------------------------ | -------- | ------------------------------ |
| 21. November 2015 | Valmiera FC                    | 1:3      | FS Metta/Latvijas Universitāte |
| 25. November 2015 | FS Metta/Latvijas Universitāte | 6:2      | Valmiera FC                    |
| Gesamt:           | Valmiera FC                    | 3:9      | FS Metta/Latvijas Universitāte |

## Torschützenliste
| Pl. | Name                  | Mannschaft          | Tore |
| --- | --------------------- | ------------------- | ---- |
| 01. | Dāvis Ikaunieks       | FK Liepāja          | 15   |
| 02. | Ndue Mujeci           | FK Ventspils        | 11   |
| 03. | Vladislavs Gutkovskis | Skonto Riga         | 10   |
| 04. | Ģirts Karlsons        | FK Spartaks Jūrmala | 08   |
| 04. | Andrejs Kovaļovs      | Skonto Riga         | 08   |
| 06. | Oļegs Malašenoks      | FK Jelgava          | 07   |
| 07. | Kristaps Grebis       | FK Liepāja          | 06   |
| 07. | Dmitrijs Hmizs        | FK Liepāja          | 06   |